# Grande Scarpata

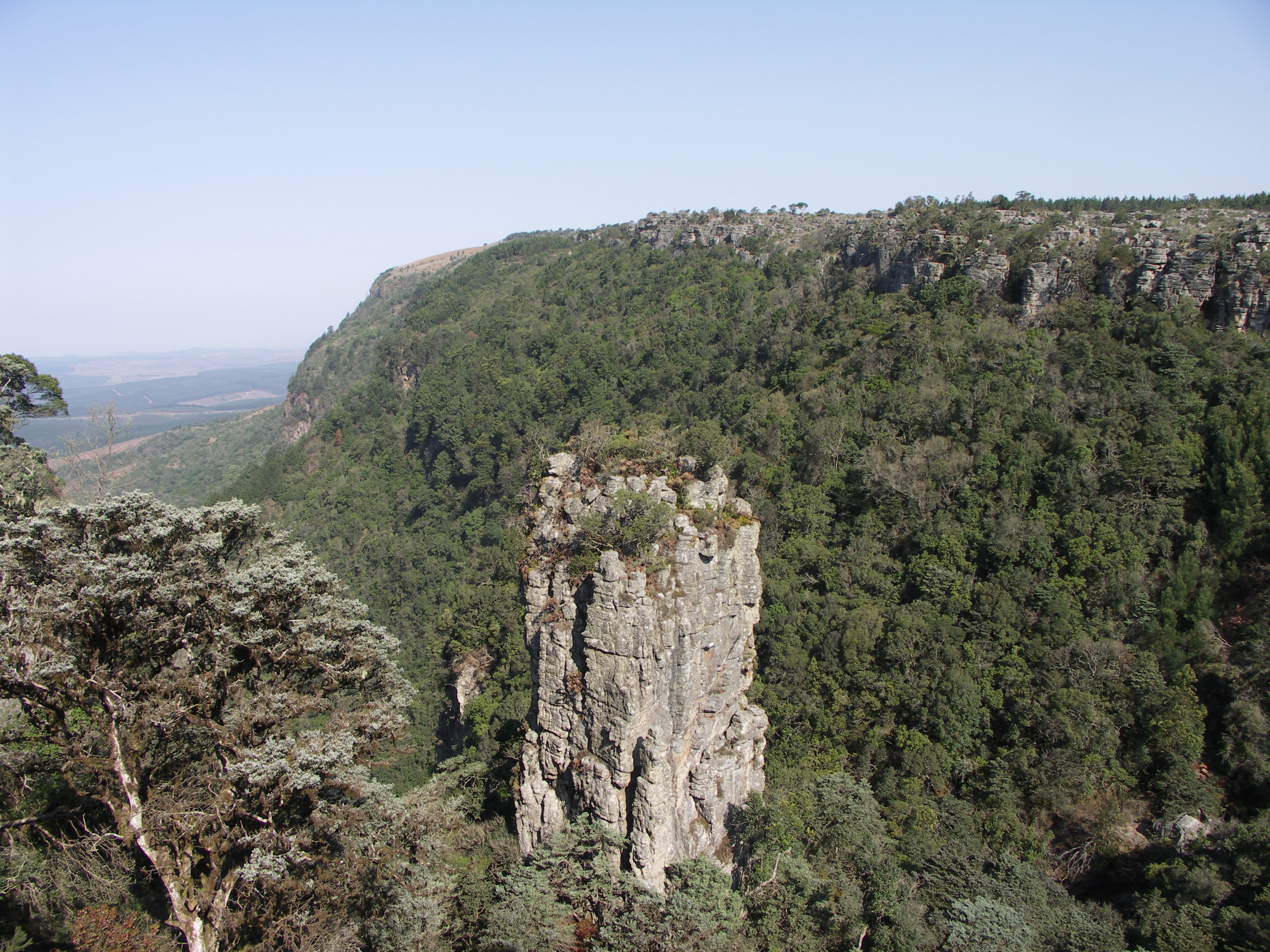
Grande Scarpata

La Grande Scarpata è una famiglia di rilievi che costituiscono l'orlo degli altopiani interni dell'Africa meridionale, separandoli dalla zona costiera, meno elevata. La Grande Scarpata si estende principalmente nel territorio del Sudafrica e del Lesotho, ma prosegue in parte anche nell'eSwatini, nello Zimbabwe orientale, in Namibia e in Angola. Le montagne che appartengono alla Grande Scarpata raggiungono altezze fra i 2000 e i 3000 m s.l.m. Le vette più alte si trovano nei monti Drakensberg, nella porzione contenuta nel Lesotho.